# Bactrocera tuberculata
Bactrocera tuberculata is een vliegensoort uit de familie van de boorvliegen (Tephritidae). De wetenschappelijke naam van de soort werd voor het eerst geldig gepubliceerd in 1916 door Bezzi.